# Ulica hrabiego Aleksandra Fredry we Wrocławiu
Ulica hrabiego Aleksandra Fredry – ulica położona we Wrocławiu na Starym Mieście. Łączy plac Uniwersytecki z ulicą Grodzką. Ma 95 m długości. Zachodnią pierzeję ulicy częściowo tworzy zabytkowy kościół Jezuitów z reliktami zamku książąt wrocławskich, obecnie parafialny pw. Najświętszego Imienia Jezus, tzw. kościół uniwersytecki.

## Historia
Ulica traktowana była jako część placu Uniwersyteckiego. Dopiero w 2014 r., na podstawie uchwały Rady Miejskiej Wrocławia, uzyskała odrębna, obecnie obowiązującą nazwę własną.
Jej historia nierozlewanie wiąże się z historią placu Uniwersyteckiego, ulicy Grodzkiej i najważniejszych obiektów znajdujących się w tej części Starego Miasta – Gmachu Głównego Uniwersytetu Wrocławskiego i kościoła pw. Najświętszego Imienia Jezus, zbudowanego w latach 1689–1700, a wcześniej z zamku książąt wrocławskich, którego relikty pozostały w obrębie nowo powstałych i istniejących do dziś ww. obiektów.

## Nazwy
W swojej historii ulica nie miała przypisanej nazwy własnej i stanowiła ulicę w obrębie placu Uniwersyteckiego. Współczesna nazwa ulicy została nadana uchwałą Rady Miejskiej Wrocławia nr LII/1317/13 z 30.12.2013 r. i obowiązuje do 2014 r..
Wcześniej, od 14.11.1945 r. do 22.12.1952 r., nazwę ulicy hrabiego Aleksandra Fredry nosił odcinek ulicy Świdnickiej, od ulicy Podwale do ulicy Powstańców Śląskich.

## Układ drogowy
Do ulicy przypisana jest droga wewnętrzna o długości 95 m klasy dojazdowej i szerokości w liniach rozgraniczających od 9 m do 10 m. W ulicy wyznaczono kontrapas rowerowy. Ulica objęta jest strefą ograniczenia prędkości do 30 km/h.
Ulice i place powiązane z ulicą hrabiego Aleksandra Fredry:
- skrzyżowanie: pl. Uniwersytecki[1][17]
- skrzyżowanie: ulica Grodzka[1][18].

## Zabudowa i zagospodarowanie
Wschodnia strona ulicy jest w południowej części terenem otwartym sięgającym do ulicy Szewskiej}, o powierzchni 1868 m2, który może zostać zabudowany pod obiekt przeznaczony dla prowadzenia wystaw i ekspozycji, a także spełniać funkcję obiektu upowszechniania kultury, widowiskowego obiektu kultury, z dopuszczeniem towarzyszącym takiemu obiektowi przeznaczeniu na biura, handel detaliczny małopowierzchniowy, gastronomię, rozrywkę, pracownie artystyczne, obiekty kształcenia i parking podziemny}. W północnej części wschodniej pierzei ulicy położony jest budynek użytkowany niegdyś dla potrzeb Wydziały Farmacji Uniwersytetu Wrocławskiego, przy czym dopuszcza się przekształcenie istniejącej tu zabudowy dla potrzeb biur, hoteli, gastronomii, usług, obiektów kongresowych i konferencyjnych, wystaw i ekspozycji, upowszechniania kultury.
Zachodnia strona ulicy zajęta jest w południowej części przez zabytkowy kościół podlegający ochronie. Północna część natomiast stanowi niezbudowany teren, na którym możliwa jest rozbudowa Gmachu Głównego Uniwersytetu Wrocławskiego, lub budowę przylegającego budynku w nawiązaniu do parametrów technicznych i rozwiązań architektonicznych istniejącego budynku zabytkowego.
Ulica położona jest w obszarze objętym programem mieszkaniowym nr 46.

## Ochrona i zabytki
Obszar, na którym położona jest ulica hrabiego Aleksandra Fredry, podlega ochronie w ramach zespołu urbanistycznego Starego Miasta z XIII–XIX wieku, wpisanego do rejestru zabytków pod nr. rej.: 196 z 15.02.1962 oraz A/1580/212 z 12.05.1967 r.. Inną formą ochrony tych obszarów jest ustanowienie historycznego centrum miasta, w nieco szerszym obszarowo zakresie niż wyżej wskazany zespół urbanistyczny, jako pomnik historii  . Samo miasto włączyło ten obszar jako cenny i wymagający ochrony do Parku Kulturowego "Stare Miasto", który zakłada ochronę krajobrazu kulturowego oraz uporządkowanie, zachowanie i właściwe kształtowanie krajobrazu kulturowego i historycznego charakteru najstarszej części miasta . Ochronę narzucają także miejscowe plany zagospodarowania przestrzennego, między innymi w zakresie zachowania określonych elementów budynków i kształtowania zabudowy z zachowaniem wartości kulturowych, krajobrazowych oraz historycznej kompozycji, a obszary przy tej ulicy zaliczane są do terenów o najcenniejszych walorach historyczno-architektonicznych.
Przy ulicy i w najbliższym sąsiedztwie znajdują się następujące zabytki:
| obiekt, położenie | powstanie, nr rej.                                                                                 | foto |
| --- | -------------------------------------------------------------------------------------------------- | ---- |
| pierzeja zachodnia | |      |
| Kościół Jezuitów z reliktami zamku książąt wrocławskich, ob. parafialny pw. Najświętszego Imienia Jezus (uniwersytecki) plac Uniwersytecki 1 | lata 1689-1700 (na zrębach zamku cesarskiego) 1689-1698 9 z 16.11.1947 r.A/290/85 z dn. 06.02.1962 |      |
| pierzeja wschodnia | |      |
| Uniwersytet Wrocławski – dawny budynek farmacji, obecnie budynek nieużytkowany ulica Grodzka 9                                               | 1866 r. gez, mpzp                                                                                  |      |
| zamknięcie południowej osi widokowej | |      |
| Kamienica, ob. budynek Wydawnictwa Uniwersytetu Wrocławskiego plac Uniwersytecki 15                                                          | XVIII wiek (?), około 1870 r. XVIII-XIX wiek A/2902/164 z 15.02.1962 r.                            |      |
| Kamienica, obecnie budynek mieszkalno-usługowy (Salon Śląski) plac Uniwersytecki 15a                                                         | około 1895 r. gez, mpzp                                                                            |      |